# Deutscher Comedypreis 2008
Die 12. Verleihung des Deutschen Comedypreises fand am 21. Oktober 2008 im Rahmen des 18. Internationalen Köln Comedy Festivals in Köln statt. Moderiert wurde die Deutsche Comedypreis-Verleihung 2008 erstmals von Dieter Nuhr. Nuhr ersetzte somit Atze Schröder, der nach sechs Jahren die Moderation der Preisleihung im Februar 2008 abgab.
Die Aufzeichnung der Preisverleihung wurde am Freitag, den 24. Oktober 2008 erstmals um 20:15 Uhr auf dem Fernsehsender RTL ausgestrahlt. Im Durchschnitt sahen 3,96 Millionen Zuschauer die Aufzeichnung auf RTL.
Vergeben wurden die Preise von einer siebenköpfigen Jury unter der Leitung von Thomas Hermanns.

## Preisträger und Nominierte
Während die Nominierungen am 1. September 2008 bekanntgegeben wurden, wurden am 21. Oktober 2008 im Rahmen der Verleihung die Preisträger veröffentlicht.

### Beste Comedyshow
Elton vs. Simon – Die Show (ProSieben)
Achtung! Hartwich (RTL)
Krömer – Die Internationale Show (ARD)

### Beste Comedyserie
Doctor’s Diary (RTL)
Maddin in Love (Sat.1)
Herzog (RTL)

### Beste Sketchcomedy
Switch reloaded (ProSieben)
WunderBar (RTL)
Two Funny – Die Sketch Comedy (Sat.1)

### Bestes Comedyevent
Fröhliche Weihnachten! – mit Wolfgang & Anneliese (Sat.1)
20 Jahre Mittermeier (ProSieben)
Happy Otto – Wir haben Grund zum Feiern (RTL)

### Bester Komiker
Michael Mittermeier
Oliver Pocher
Mario Barth

### Beste Komikerin
Mirja Boes
Anke Engelke
Cindy aus Marzahn

### Bester Schauspieler
Michael Kessler
Christian Ulmen
Dirk Bach

### Beste Schauspielerin
Nora Tschirner
Judith Richter
Susan Sideropoulos

## Weitere Preisträger
Die folgenden Preise sind vom Veranstalter, der Köln Comedy Festival GmbH, gesetzte Preise und wurden ohne vorherige Nominierung am 21. Oktober 2008 vergeben.

### Erfolgreichste Kinokomödie
Keinohrhasen

### Erfolgreichster Live-Act
Mario Barth

### Ehrenpreis
Hugo Egon Balder

### Bester Newcomer
Olaf Schubert